# 長田成哉
長田 成哉（おさだ せいや、1989年8月16日 - ）は、日本の俳優。
兵庫県出身。トライストーン・エンタテイメント、フリーランスを経てgrit agency所属。

## 来歴
中学から6年間バスケットボール部に在籍し、高校の時はキャプテンも務めた。担任に勧められるまま、卒業後は地元でホテルマンになった。
2008年10月、19歳のときに映画『クローズZERO II』の出演者を選考するオーディション「Muvie!!オーディション」で、約1万人の中からグランプリを獲得してトライストーン・エンタテイメントへの所属を決める。2009年3月放送のテレビドラマ『ハンサム★スーツ』で俳優としてデビュー。
2020年5月、ドラマ『科捜研の女』で共演し意気投合した俳優の崎本大海と共に、YouTubeチャンネル『Hiromi & Seiya's HANGOUT』（ヒロミとセイヤのHANGOUT）を開設。楽しみながら様々なことに挑戦するチャンネルとしてマイペースに発信していくことを目指す。
2024年6月1日、16年間所属していたトライストーン・エンターテイメントを退所したことをXにて報告した。2025年1月、grit agencyに所属した。

## 人物
趣味・特技は、バイクツーリング（大型二輪免許）、ソロキャンプ、料理、クラヴ・マガ（イエローベルト所持）。

## 出演

### テレビドラマ
- ハンサム★スーツ（2009年3月31日、フジテレビ） - ウェイター 役
- ホームレス中学生2（2009年4月12日、フジテレビ） - 渡辺 役
- 東京DOGS 第4話（2009年11月9日、フジテレビ） - 大学生 役
- ヤンキー君とメガネちゃん 第2話（2010年4月30日、TBS） - 齊藤 役
- 連続テレビ小説（NHK総合）
  - てっぱん（2010年9月27日 - 2011年4月2日） - 滝沢薫 役[10]
    - てっぱん 番外編「イブ・ラブ・ライブ」（2011年12月24日） - 滝沢薫 役

  - エール（2020年） ‐ 野島春彦 役
- 土曜プレミアム「最後の絆 沖縄・引き裂かれた兄弟 〜鉄血勤皇隊と日系アメリカ兵の真相〜」（2011年8月13日、フジテレビ） - 平良清 役
- 科捜研の女シリーズ（テレビ朝日） - 相馬涼 役 [11]
  - 第11シリーズ 第9話 - 最終話（2011年12月15日 - 2012年3月8日）
  - 第12シリーズ（2013年1月10日 - 3月14日）
  - 第13シリーズ（2013年10月17日 - 2014年3月13日）
  - 科捜研の女〜クリスマススペシャル（2013年12月25日）
  - 第14シリーズ（2014年10月16日 - 12月11日）
  - 科捜研の女〜年末スペシャル（2014年12月21日）
  - 科捜研の女〜新春スペシャル（2015年1月18日）
  - 第15シリーズ（2015年10月15日 - 2016年3月10日）
  - 科捜研の女〜正月スペシャル（2016年1月3日)
  - 科捜研の女〜春スペシャル（2016年4月17日)
  - 第16シリーズ 第1話 - 第8話（2016年10月20日 - 12月15日）
  - 第19シリーズ 第3話（2019年5月2日）[12]
- デカ 黒川鈴木 第11話（2012年3月15日、読売テレビ） - 村上太郎 役
- GTO 第1話（2012年7月3日、関西テレビ） - 明修学苑の元生徒 役
- 世にも奇妙な物語'13 春の特別編「呪web」（2013年5月11日、フジテレビ） - 岡本淳 役
- ドラマスペシャル「事件救命医2〜IMATの奇跡〜」（2014年6月15日、テレビ朝日） - 遠藤 役
- 水球ヤンキース 第9話・第10話（2014年9月13日 - 20日、フジテレビ） - 須藤 役
- 警部補・杉山真太郎 第7話（2015年2月23日） - 柏木優太 役
- ミステリなふたり（2015年4月14日 - 6月23日、メ〜テレ） - 生田佑介 役
- 水曜ミステリー9「金沢のコロンボ2」（2015年5月20日、テレビ東京） - 早見大吾 役
- 花咲舞が黙ってない 第4話（2015年7月29日、日本テレビ） - 古橋 役
- 青春探偵ハルヤ〜大人の悪を許さない!〜 第4話（2015年11月5日、読売テレビ） - 井川功 役
- スーパー戦隊シリーズ（テレビ朝日）
  - 動物戦隊ジュウオウジャー 第14話（2016年5月15日） - 不破数宏 役
  - 騎士竜戦隊リュウソウジャー 第26話 - 第33話・第47話（2019年9月15日 - 11月10日・2020年2月23日） - ナダ / ガイソーグ 役
- AKBラブナイト 恋工場 第11話「過去からのラブレター」（2016年5月26日、テレビ朝日） - 森山 役
- 模倣犯（2016年9月21日 - 22日、テレビ東京） - 篠崎誠司 役
- 就活家族〜きっと、うまくいく〜 第3話 - 第6話（2017年1月12日 - 3月9日、テレビ朝日） - 真咲 役
- 恋がヘタでも生きてます（2017年4月6日 - 6月22日、読売テレビ） ‐ 時藤仁 役
- CRISIS 公安機動捜査隊特捜班（2017年4月11日 - 6月13日、関西テレビ） ‐ 岸部大介 役
- ハケンのキャバ嬢・彩華 第7話（2017年11月27日、朝日放送[注釈 1]） - 石山清也 役[13][14]
- おとり捜査官・北見志穂20（2017年7月6日、テレビ朝日） ‐ 前田敦史 役
- 定年女子 第3話 - 最終話（2017年7月23日 - 8月27日、NHK BSプレミアム） - 森雅人 役
- ユニバーサル広告社〜あなたの人生、売り込みます!〜 第7話（2017年12月1日、テレビ東京） - 佐伯春彦 役
- FINAL CUT 第1話（2018年1月9日、フジテレビ） ‐ 伊延彰 役
- ラブラブエイリアン2 第11話（2018年2月20日、フジテレビ） - 河村ミノル 役
- デイジー・ラック 第1話（2018年4月20日、NHK総合）
- 執事 西園寺の名推理 第3話（2018年4月27日、テレビ東京） - 中田隼人 役
- 大河ドラマ「西郷どん」 第26話 - 第40話（2018年7月15日 - 10月28日、NHK総合） - 島津茂久→忠義 役
- ゼロ 一獲千金ゲーム（2018年7月15日 - 9月16日、日本テレビ） - 青田 役[15]
- トレース〜科捜研の男〜 第9話（2019年3月4日、フジテレビ） - 関口章太郎 役[16]
- 二つの祖国（2019年3月23日・24日、テレビ東京） - 伊佐新吉 役[17]
- べしゃり暮らし（2019年7月27日 - 9月14日、テレビ朝日） - 竹若明浩 役
- チート〜詐欺師の皆さん、ご注意ください〜 target 8（2019年11月21日、日本テレビ系） - 野中 役
- パラレル東京（2019年12月2日 - 5日、NHK） - 蜂村 役[18]
- 特捜9 season3 第1話（2020年4月8日、テレビ朝日） - 林豊晴 役
- 探偵・由利麟太郎 第1話（2020年6月16日、関西テレビ・フジテレビ系） - 日下瑛一 役[19]
- 私たちはどうかしている 第4話 ‐ 第6話（2020年9月2日 - 9月16日、日本テレビ） - 角倉正彦 役
- キワドい2人-K2- 池袋署刑事課 神崎・黒木 第4話（2020年10月2日、TBS） - 濱中正樹 役
- 東京タラレバ娘2020（2020年10月7日、日本テレビ） - 浩樹 役
- 逃亡者（2020年12月6日、テレビ朝日） ‐ 福岡医師 役
- レッドアイズ 監視捜査班（2021年1月23日 - 3月27日、日本テレビ） - 姉川保 役
- 泣くな研修医（2021年4月24日 - 6月26日、テレビ朝日） - 長井雅也 役
- ザ・ハイスクール ヒーローズ（2021年7月31日 - 9月18日、テレビ朝日） - 風見文人 役[20]
- 真犯人フラグ（2021年10月10日 - 2022年3月13日、日本テレビ） - 両角猛 役[21]
- 内田康夫サスペンス 浅見光彦 軽井沢殺人事件（2022年2月28日、テレビ東京）- 平山宏一 役
- 恋なんて、本気でやってどうするの?（2022年4月18日 - 6月20日、関西テレビ・フジテレビ） - 青田課長 役[22]
- ポップUP!ドラマ 昼上がりのオンナたち 第1話「マッチングアプリ」（2022年5月20日、フジテレビ） - 吉田亮 役[23]
- 新・信長公記〜クラスメイトは戦国武将〜（2022年7月24日 - 9月25日、読売テレビ・日本テレビ） - 酒井忠次 役[24]
- 魔法のリノベ 第9話（2022年9月12日、関西テレビ・フジテレビ） - 遠藤祥平 役
- 夫婦円満レシピ〜交換しない?一晩だけ〜 第9話・第11話（2022年11月30日・12月14日、テレビ東京） - 押田一 役
- 警視庁アウトサイダー（2023年1月5日 - 3月2日、テレビ朝日） - 梅林昌治 役
- unknown（2023年4月18日 - 6月13日、テレビ朝日） - 庭月聖夜 役[25]
- 合理的にあり得ない〜探偵・上水流涼子の解明〜 第4話・第10話（2023年5月8日・6月19日、関西テレビ・フジテレビ） - 谷川俊也 役
- ノッキンオン・ロックドドア 第2話・第3話（2023年8月5日・12日、テレビ朝日） - 堀田浩一郎 役[26]
- 連続ドラマW OZU 〜小津安二郎が描いた物語〜 第1話「出来ごころ」（2023年11月12日、WOWOW）[27]
- 新空港占拠 第1話 - 第3話・第6話（2024年1月13日 - 27日・2月17日、日本テレビ） - 米沢秀夫 役[28]
- 警視庁強行犯係・樋口顕 -炎上-（2024年4月1日、テレビ東京） - 三上健 役[29]
- ダブルチート 偽りの警官（2024年4月26日 - 、テレビ東京） - 南野祥平 役
- GO HOME〜警視庁身元不明人相談室〜 第3話（2024年7月27日、日本テレビ） - 峯岸晃 役

### WEBドラマ
- ハケンのキャバ嬢・彩華 第7話（2017年11月20日、AbemaTV[注釈 1]） - 石山清也 役
- アワーホーム（水間鉄道ドラマ制作委員会）
- 金魚妻（2022年2月14日、Netflix） - 志村実 役
- 恋マジのウラ撮っちゃって、どうするの?（2022年4月18日、GYAO!） - 青田課長 役
- A2Z（2023年2月3日、Amazon Prime Video） - 小池 役[30]
- プロ彼女の条件 芸能人と結婚したい女たち シーズン3（2025年8月6日配信予定、BUMP） - 笠松潤  役[31]

### 映画
- 君が踊る、夏（2010年9月11日公開） - 田野倉 役
- 七瀬ふたたび（2010年10月2日公開） - ホテルのボーイ 役
- サルベージ・マイス（2011年10月22日公開） - 竹丸誠吾 役
- 新宿スワン（2015年5月30日公開） - アキオ 役
- 日本で一番悪い奴ら（2016年6月25日公開） - 常見裕樹 役
- 新聞記者（2019年6月28日公開） - 河合真人 役[32]
- 9 〜ナイン〜（2018年2月17日公開） - 長谷川慎之介 役[33]
- 騎士竜戦隊リュウソウジャー 特別編 メモリー・オブ・ソウルメイツ（2021年2月20日公開） - ナダ 役[34][35]
- 劇場版 シグナル 長期未解決事件捜査班（2021年4月2日公開）
- るろうに剣心 最終章 The Beginning（2021年6月4日公開）
- 科捜研の女 -劇場版-（2021年9月3日公開） - 相馬涼 役
- 総理の夫（2021年9月23日公開） - 幡ヶ谷卓 役[36]
- 変な家（2024年3月15日公開） - 片渕慶太 役[37]

### ドキュメンタリー番組
- CHANGE MAKER（2009年7月8日、NHK総合）

### CM
- NTTドコモ walk with you「堀北はじめまして」篇（2011年6月30日 - ）
- マクドナルド ハッピーセット「メゾピアノ ステキカフェ」篇（2011年10月14日 - ）
- かっぱ寿司「出会い」篇（2012年5月21日 - ）[38][39]
- WELLA「湯上り」篇（2012年10月 - ）

### 舞台
- 20周年記念公演第2弾 劇団プレステージ 第22回公演『シニタイ ウィズ ヴァンパイア』（2025年8月13日 - 17日〈予定〉、浅草九劇）[40]

### 玩具
- 騎士竜戦隊リュウソウジャー リュウソウケン -MEMORIAL EDITION-（2020年9月）
- 騎士竜戦隊リュウソウジャー ガイソーケン -MEMORIAL EDITION-（2022年2月）